# N18 (Guinea)
Die N18 ist eine Fernstraße in Guinea, die in Beyla an der Ausfahrt der N1 beginnt und in der Nähe Sirana de Odienne, an der Grenze nach der Elfenbeinküste endet. Sie ist 134 Kilometer lang.